# Missy-sur-Aisne
Missy-sur-Aisne är en kommun i departementet Aisne i regionen Hauts-de-France i norra Frankrike. Kommunen ligger  i kantonen Vailly-sur-Aisne som ligger i arrondissementet Soissons. År 2022 hade Missy-sur-Aisne 628 invånare.

## Befolkningsutveckling
Antalet invånare i kommunen Missy-sur-Aisne
Referens: INSEE